# Ludwig Hätzer
Ludwig Hätzer (auch Hetzer; * vor 1500 in Bischofszell im Kanton Thurgau; † 4. Februar 1529 in Konstanz) war ein Publizist und Bibelübersetzer mit radikalreformatorischen Neigungen.

## Leben

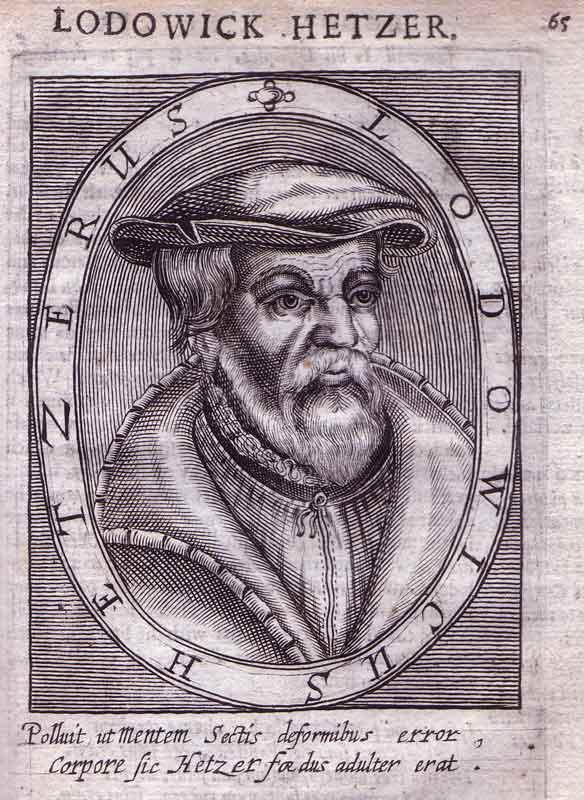
Ludwig Hätzer: Stich aus dem 17. Jahrhundert

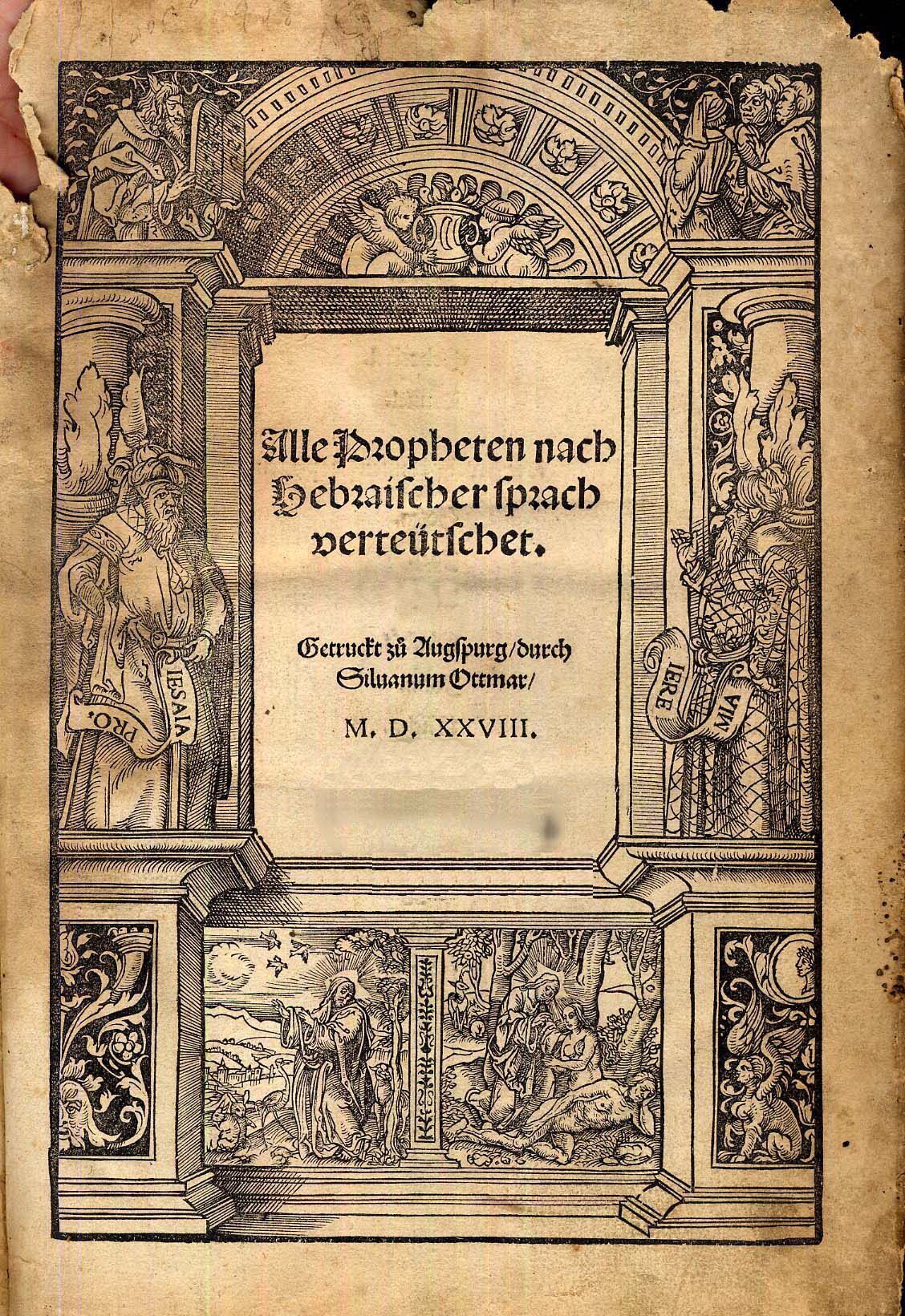
Wormser Propheten 1528: Übersetzung von Hätzer und Denck

Ludwig Hätzer wurde vor 1500 in Bischofszell geboren und besuchte die dortige Stiftsschule. Danach studierte er an der Artistenfakultät in Freiburg im Breisgau und in Basel (1517–1518), ohne das Studium mit einem akademischen Grad abzuschliessen. Von 1520 bis 1523 war er als Kaplan Inhaber der Messpfründe von Wädenswil am Zürichsee.
Im Sommer 1523 zog er nach Zürich und schloss sich der Reformationsbewegung um Ulrich Zwingli an. Ende 1523 wurde von ihm eine Flugschrift gegen die Bilderverehrung veröffentlicht (Wie man sich mit allen Götzen und Bildnissen halten solle). Die Schrift war ähnlich wie Bodensteins Schrift Von der Abtuung der Bilder (1522) streng biblizistisch gehalten. Im gleichen Jahr erschien das von ihm geführte Protokoll zur zweiten Zürcher Disputation. Bereits während dieser Disputation stand er dem radikalen Flügel um die späteren Täufer nahe.
Nach einem kurzen Aufenthalt in Augsburg, wo er ebenfalls publizistisch tätig war, kehrte er 1525 nach Zürich zurück und schloss sich der um Grebel und Manz entstandenen Täuferbewegung an. Er lehnte die Säuglingstaufe zwar ab, unterzog sich selbst aber nicht der Gläubigentaufe. Zusammen mit Castelberger, Reublin und Brötli wurde er als auswärtiger Täufer am 21. Januar 1525 aus Zürich ausgewiesen. Hätzer zog über Konstanz erneut nach Augsburg, wurde aber auch dort auf Bestreben von Urbanus Rhegius aus der Stadt vertrieben. Noch einmal kehrte er nach Zürich zurück, wo er sich mit Zwingli versöhnte und sich von der Forderung nach der Glaubenstaufe distanzierte. Im Frühjahr 1526 erfolgte jedoch der endgültige Bruch mit Zürich.
Er fand vorerst Aufnahme bei Capito in Straßburg. Hier lernte er mit Hans Denck die spiritualistische Richtung des Täufertums kennen. Gemeinsam mit ihm begann er, die alttestamentlichen Propheten ins Deutsche zu übersetzen (Wormser Propheten 1527). Im Sommer 1527 traf er sich während der Augsburger Märtyrersynode mit Hans Hut, konnte aber die Stadt noch vor der Verhaftungswelle verlassen.
Hätzer zog danach durch verschiedene Städte Süddeutschlands und führte unter anderem in Regensburg Erwachsenentaufen durch. Den Winter 1527/28 verbrachte er in Augsburg, wo er sich mit der Dienstmagd Appolonia verheiratete. Als im Frühjahr 1528 auch in Augsburg die Verfolgungen der Täufer begannen, kehrte er nach Bischofszell zurück, um sich in Ruhe der literarischen Tätigkeit zu widmen. Diese Ruhe dauerte nicht lange.
Im November 1528 wurde er auf Betreiben der Stadt Augsburg in Konstanz verhaftet. Ihm wurde Bigamie mit seiner Frau und deren vorherigen Arbeitgeberin in Augsburg vorgeworfen. Unter dem Vorwand der Unzucht wurde der als Häretiker verrufene Hätzer nach längerem Prozess am 4. Februar 1529 mit dem Schwert hingerichtet. Stadtrat Thomas Blarer, der Bruder des Konstanzer Reformators Ambrosius Blarer, beschrieb das Ende von Ludwig Hätzer in einem Brief, der Ende 1529 in Straßburg gedruckt wurde.
Das Verhältnis Hätzers zum Täufertum war vielfältig. Anfänglich stand er der biblizistischen Richtung der Schweizer Brüder nahe und fühlte sich zwischendurch der apokalyptischen Richtung um Hans Hut verbunden. Nach der Bekanntschaft mit Denck wandte er sich stark dem Spiritualismus und der Mystik zu, was auch in seiner Bearbeitung der Theologia deutsch (1528) zum Ausdruck kam. Zudem zählt er zu den ersten deutschsprachigen Antitrinitariern der Reformationszeit. Ein Manuskript gegen die kirchliche Trinitätslehre blieb allerdings ungedruckt.

Neben seinen theologischen Veröffentlichungen sind auch einige Kirchenlieder von ihm erhalten geblieben.

## Werke (Auswahl)
- Ein urteil gottes unsers ee gemahels, wie man sich mit allen götzen und bildnussen halten sol uß der heiligen gschrifft gezogen. Zürich 1523. Digitalisat
- Acta oder Geschicht, wie es uff dem Gesprech […] in der christenlichen Statt Zürich […] ergangen ist. Anbetreffend die Götzen und die Mess. Zürich 1523. Digitalisat
- Samuel Marochitanus: Ain Beweisung, das der war Messias komen sey, des die Juden noch on ursach zuokünftig sein warten (Übersetzung und Vorrede). Augsburg 1524.
- Von den evangelischen Zechen und von der Christen Red auss hailiger Geschrifft. Augsburg 1525.
- Alle Propheten nach hebraischer Sprach verteutscht (Übersetzung zusammen mit Hans Denck). Worms ab 1528.
- Theologia, teutsch. Newlich mit grossem fleiß corrigirt und gebessert. Etliche hauptreden, eynem ieden schüler Christi wol zu studieren (Bearbeitung). Worms 1528.